# Боротьба на підкорення

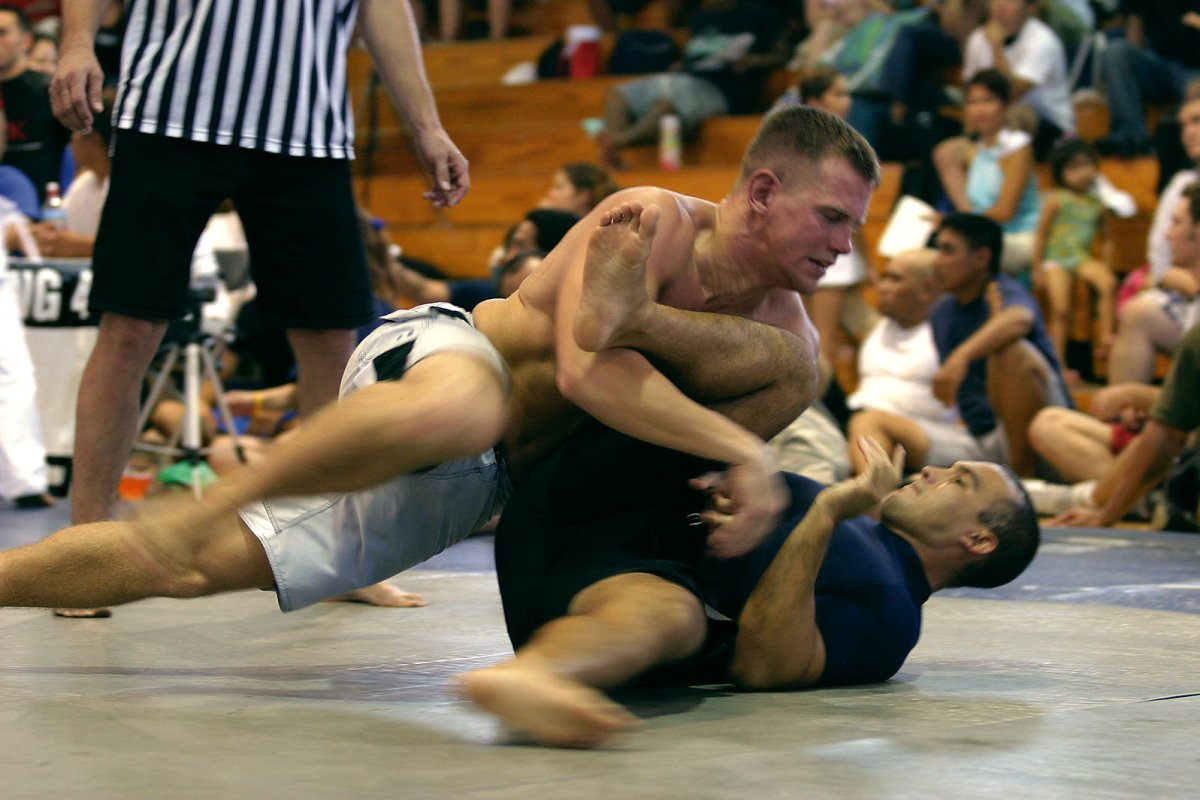
Грепплінг — один із найпоширеніших видів боротьби на підкорення.

Боротьба на підкорення (англ. submission wrestling) — загальна назва видів і стилів боротьби, техніка яких передбачає підкорення суперника. Підкоренням може вважатись примус до здачі у поєдинку, або неможливість його продовжувати (технічне підкорення), або очкова перевага — ці та інші особливості зумовлюються правилами конкретного виду боротьби. Способами підкорення є больові та задушливі прийоми. Ударна техніка у боротьбі на підкорення суворо заборонена.
Боротьбою на підкорення у повній або частковій мірі є такі бойові мистецтва: греплінг, кетч, дзюдо, дзюдзюцу загалом і бразильське дзюдзюцу зокрема, спортивне самбо, лута лівре, деякі види панкратіону тощо. Боротьба на підкорення є одним із основних компонентів змішаних бойових мистецтв.
Розвитком стилів боротьби на підкорення займається Міжнародна федерація об'єднаних стилів боротьби (FILA).